# La Chapelle-au-Moine
La Chapelle-au-Moine (la ʃa.pɛ.l‿o.mwanⓘ) es una población y comuna francesa, situada en la región de Baja Normandía, departamento de Orne, en el distrito de Argentan y cantón de Flers-Sud.

## Demografía
| 243 | 280 | 349 | 519 | 625 | 633 |
| Para los censos de 1962 a 1999 la población legal corresponde a la población sin duplicidades (Fuente: INSEE [Consultar]) |     |     |     |     |     |